# Посёлок Покровского торфоучастка
Покровского торфоучастка — посёлок в Петушинском районе Владимирской области России, входит в состав Нагорного сельского поселения.

## География
Посёлок расположен в 5 км на юг от города Покров и в 20 км на юго-запад от райцентра города Петушки.

## История
После Великой Отечественной войны посёлок входил в состав Глубоковского сельсовета Петушинского района, с 2005 года — в составе Нагорного сельского поселения.

## Население
| 2002 | 2010 | 2021 |
| ---- | ---- | ---- |
| 232  | ↗244 | ↘232 |